# Cobi Hamilton
Cobi Hamilton (Texarkana, 13 novembre 1990) è un giocatore di football americano statunitense che gioca nel ruolo di wide receiver per i Pittsburgh Steelers della National Football League (NFL). Fu scelto nel corso del sesto giro (197º assoluto) del Draft NFL 2013 dai Bengals. Al college ha giocato a football all’Università dell'Arkansas.

## Carriera professionistica
Hamilton fu scelto nel corso del sesto giro del Draft 2013 dai Cincinnati Bengals. Dopo essere stato svincolato senza scendere in campo, in seguito fece parte dei Philadelphia Eagles (2014), di nuovo dei Bengals (2014-2015), dei Miami Dolphins (2015) e dei Carolina Panthers, sempre senza mai debuttare in partite ufficiali. 
Il 5 agosto 2016, Hamilton firmò con i Pittsburgh Steelers. Il 15 ottobre dello stesso anno fu promosso nel roster attivo e il giorno successivo segnò un touchdown su un passaggio da 23 yard, il suo primo nella lega.

## Statistiche
| Partite totali         | 6   |
| Partite da titolare    | 4   |
| Ricezioni              | 9   |
| Yard su ricezione      | 127 |
| Touchdown su ricezione | 1   |